# Heinrich Kummer von Falkenfeld

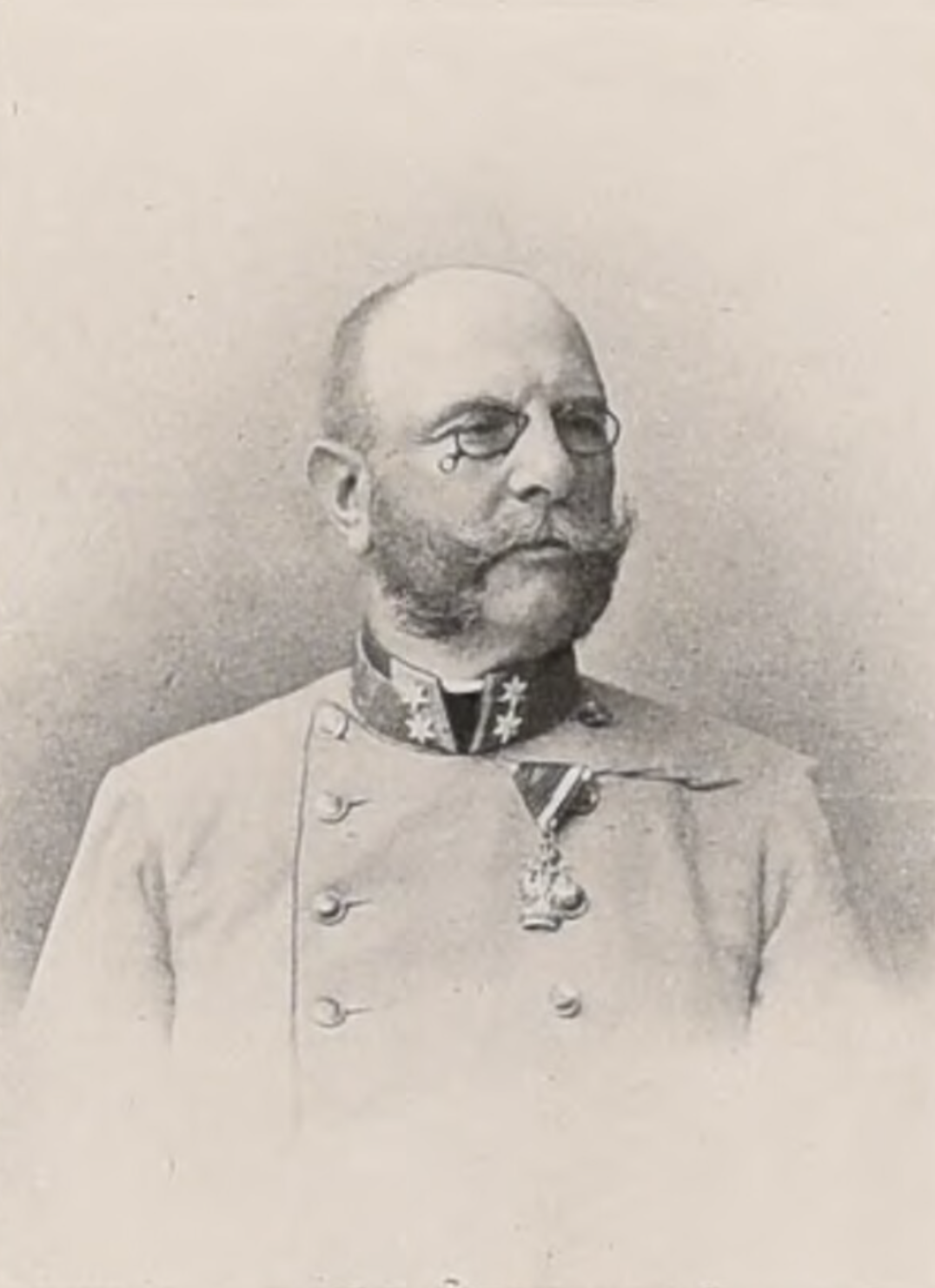
Heinrich Kummer von Falkenfeld (1900)

Heinrich Freiherr Kummer von Falkenfeld (* 22. April 1852 in Preßburg, Königreich Ungarn; † 8. Dezember 1929 in Salzburg, Republik Österreich) war ein österreichisch-ungarischer Offizier, zuletzt General der Kavallerie.

## Leben
Kummer von Falkenfeld besuchte die Theresianische Militärakademie in Wiener Neustadt und anschließend die k.u.k. Kriegsschule. Er diente von 1894 bis 1900 als Generalstabschef des k.u.k. X. Korps und wurde am 1. Mai 1900 zum Generalmajor ernannt. Am 1. Mai 1905 wurde er zum Feldmarschallleutnant befördert und war bis 1910 Kommandeur der 19. k.u.k. Infanterie-Division in Pilsen. Am 1. Mai 1910 stieg er zum General der Kavallerie auf und übernahm die Führung des k.u.k. X. Korps in Przemyśl. Danach wurde er stellvertretender k.u.k. Landwehroberkommandant.
Zum Beginn des Ersten Weltkrieges führte er im Raum Sandomierz eine unter seinem Namen stehende Armeegruppe an der Ostfront. Am 16. August 1914 erreichten seine aus Landwehrformationen bestehende Gruppe die Linie Nowe Brzesko-Miechow und stellte die Verbindung mit dem auf Petrikau vorgehenden schlesischen Landwehrkorps unter General von Woyrsch her. Kummer von Falkenfeld deckte während der Schlacht von Kraśnik am westlichen Weichselufer den Vorstoß der k.u.k. 1. Armee (General Dankl) auf Lublin. Ihm unterstanden dabei die k.k. 95. und 106. Landsturm-Division unter den Generalmajoren von Richard-Rostoczil und Czapp sowie die 7. Kavallerie-Division unter FML von Korda. Nach der österreichischen Niederlage in der Schlacht in Galizien und dem Verlust von Lemberg wurde seine Armeegruppe am 12. September aufgelöst und General Kummer von Falkenfeld an das Kriegsministerium nach Wien versetzt. Am 1. August 1916 wurde er aus dem Militärdienst verabschiedet.